# سقوط سالمندان
سقوط در افراد مسن یکی از علل مهم بیماری‌ها و مرگ و میر و نیز یک کلاس اصلی از آسیب‌های قابل پیشگیری است. سقوط یکی از شایع‌ترین حوادثی است که باعث کاهش کیفیت زندگی افراد مسن می‌شود و معمولاً با از دست دادن تعادل و ضعف در پاها بروز می‌کند. در سنین پیری اغلب چند عامل در زمین‌خوردن نقش دارند و ممکن است به یک رویکرد چند رشته‌ای هم برای درمان آسیب‌های وارده و هم برای جلوگیری از افتادن در آینده نیاز داشته باشد. سقوط می‌تواند از حالت ایستاده باشد یا از روی نردبان و پله رخ دهد. به‌طور کلی شدت آسیب ناشی از سقوط به ارتفاع مربوط می‌شود. وضعیت سطح زمین نیز مهم است، سطوح سخت‌تر باعث آسیب شدیدتری می‌شود. عواملی مانند سُر بودن فرش و کف زمین، قرارگیری اشیایی مانند سیم برق در مسیر فرد مسن، شنوایی یا بینایی ضعیف، سرگیجه، مصرف الکل، کفش‌های دارای پاشنه‌های بلند یا کف غیرلاستیکی باعث سقوط سالمندان می‌شود.